# Chiesa di Santa Maria Maddalena (Cavareno)
La chiesa di Santa Maria Maddalena è la parrocchiale patronale di Cavareno in Trentino. Fa parte della zona pastorale delle Valli del Noce e risale al XIX secolo.